# Карлингс
Карлингс (англ. carling) — морской термин, обозначающий один из конструкционных элементов судового набора — продольную подпалубную балку судна, поддерживающую бимсы и обеспечивающую вместе с остальным набором палубного перекрытия его прочность при действии поперечной нагрузки и устойчивость при общем изгибе судовой конструкции. Опорами для карлингса служат поперечные переборки корпуса, поперечные комингсы люков и пиллерсы.